# Kamimuria senticosa
Kamimuria senticosa är en bäcksländeart som beskrevs av Harper 1976. Kamimuria senticosa ingår i släktet Kamimuria och familjen jättebäcksländor. Inga underarter finns listade i Catalogue of Life.